# صموئيل برايس كارسون
صموئيل برايس كارسون (بالإنجليزية: Samuel Price Carson)‏ هو سياسي أمريكي، ولد في 22 فبراير 1798، وتوفي في 2 نوفمبر 1838 في الولايات المتحدة. حزبياً، نشط في الحزب الديمقراطي. وقد انتخب عضو مجلس ولاية كارولاينا الشمالية وانتخب عضو مجلس النواب الأمريكي.